# Франклін Тауншип (округ Лузерн, Пенсільванія)
Франклін Тауншип (англ. Franklin Township) — селище (англ. township) в США, в окрузі Лузерн штату Пенсільванія. Населення — 1716 осіб (2020).

## Демографія
Згідно з переписом 2010 року, у селищі мешкало 1757 осіб у 694 домогосподарствах у складі 499 родин. Було 733 помешкання
Расовий склад населення:
| - 98,0 % — білих - 0,4 % — азіатів - 0,3 % — чорних або афроамериканців - 0,2 % — корінних американців - 0,1 % — вихідців з тихоокеанських островів |

До двох чи більше рас належало 0,9 %. Частка іспаномовних становила 0,6 % від усіх жителів.
За віковим діапазоном населення розподілялося таким чином: 22,1 % — особи молодші 18 років, 63,1 % — особи у віці 18—64 років, 14,8 % — особи у віці 65 років та старші. Медіана віку мешканця становила 44,5 року. На 100 осіб жіночої статі у селищі припадало 103,4 чоловіків;  на 100 жінок у віці від 18 років та старших — 102,7 чоловіків також старших 18 років.
Середній дохід на одне домашнє господарство  становив 75 225 доларів США (медіана — 62 348), а середній дохід на одну сім'ю — 89 439 доларів (медіана — 73 214). Медіана доходів становила 50 234 долари для чоловіків та 41 389 доларів для жінок. За межею бідності перебувало 11,5 % осіб, у тому числі 18,6 % дітей у віці до 18 років та 15,6 % осіб у віці 65 років та старших.
Цивільне працевлаштоване населення становило 920 осіб. Основні галузі зайнятості: освіта, охорона здоров'я та соціальна допомога — 27,3 %, роздрібна торгівля — 15,9 %, будівництво — 10,5 %, виробництво — 9,7 %.